# Мобіл (округ, Алабама)
Шаблон:StateAbbr_ 30°47′11″ пн. ш. 88°12′50″ зх. д. / 30.786388888889° пн. ш. 88.213888888889° зх. д.
 Мобіл (англ. Mobile County) — округ (графство) у штаті Алабама. Ідентифікатор округу 01097.

## Історія
Округ утворений 1812 року.

## Демографія
За даними перепису
2000 року
загальне населення округу становило 399843 осіб, зокрема міського населення було 321003, а сільського — 78840.
Серед мешканців округу чоловіків було 191044, а жінок — 208799. В окрузі було 150179 домогосподарств, 106745 родин, які мешкали в 165101 будинках.
Середній розмір родини становив 3,13.
Віковий розподіл населення поданий у таблиці:
| Стать    | До 15 років | 15-21 | 22-29 | 30-39 | 40-49 | 50-65 | 65-85 | Понад 85 |
| -------- | ----------- | ----- | ----- | ----- | ----- | ----- | ----- | -------- |
| Чоловіки | 46714       | 20617 | 20884 | 26932 | 28519 | 28309 | 17580 | 1489     |
| Жінки    | 44724       | 21271 | 22550 | 29460 | 30486 | 31458 | 25023 | 3827     |

## Суміжні округи
- Вашингтон — північ
- Болдвін — схід
- Джексон, Міссісіпі — південний захід
- Джордж, Міссісіпі — захід
- Ґрін, Міссісіпі — північний захід

## Виноски
1. ↑  U.S. Decennial Census. United States Census Bureau. Архів оригіналу за 19 липня 2018. Процитовано 22 серпня 2015.
2. ↑  Historical Census Browser. University of Virginia Library. Архів оригіналу за 11 серпня 2012. Процитовано 22 серпня 2015.
3. ↑  Forstall, Richard L., ред. (24 березня 1995). Population of Counties by Decennial Census: 1900 to 1990. United States Census Bureau. Архів оригіналу за 24 вересня 2015. Процитовано 22 серпня 2015.
4. ↑  Census 2000 PHC-T-4. Ranking Tables for Counties: 1990 and 2000 (PDF). United States Census Bureau. 2 квітня 2001. Архів оригіналу (PDF) за 18 грудня 2014. Процитовано 22 серпня 2015.
5. ↑  State & County QuickFacts. United States Census Bureau. Архів оригіналу за 6 червня 2011. Процитовано 16 травня 2014.(англ.) Наведено за англійською вікіпедією.
6. ↑  American FactFinder. Бюро перепису населення США. Архів оригіналу за 26 лютого 2012. Процитовано 31 січня 2008.